# Pachydema foveiceps
Pachydema foveiceps är en skalbaggsart som beskrevs av Sylvain Auguste de Marseul 1878. Pachydema foveiceps ingår i släktet Pachydema och familjen Melolonthidae. Inga underarter finns listade i Catalogue of Life.